# 迈克尔·沙利文
迈克尔·沙利文（英語：Michael Sullivan，1942年12月6日—），英国男子射击运动员，主攻步枪。他曾代表英国参加1984年夏季奥林匹克运动会射击比赛，获得男子50米步枪卧射铜牌。